# Erycibe praecipua
Erycibe praecipua är en vindeväxtart. Erycibe praecipua ingår i släktet Erycibe och familjen vindeväxter.

## Underarter
Arten delas in i följande underarter:
- E. p. borneensis
- E. p. praecipua